# Katarina Botsky
Katarina Botsky, geboren als Kat(h)arina Botzke (* 4. August 1880 in Königsberg i. Pr.; † 31. Dezember 1945 ebenda, amtlich festgelegter Todestag), war eine deutsche Schriftstellerin.

## Leben
Der Lebensweg der Katarina Botsky ist weitgehend unbekannt. Sie wird als Kat(h)arina bzw. Käte Botzke in Königsberg geboren. Ältere Anthologien ostpreußischer Dichtung nennen den 4. August 1879 als Tag ihrer Geburt. Eine neue Recherche hat ergeben, dass sie erst ein Jahr später, also 1880, geboren wurde.
Gesicherte Informationen über die Todesumstände fehlen. Durch Entscheidung des Amtsgerichts Neuss ist Botsky am 15. April 1964 für tot erklärt worden. Als Zeitpunkt des Todes wurde der 31. Dezember 1945 um 24 Uhr amtlich festgelegt. Es ist anzunehmen, dass die Autorin während der Einnahme der Stadt Königsberg durch sowjetische Truppen starb. Bis zu ihrem Lebensende wohnte Botsky im Königsberger Stadtteil Haberberg, Alter Garten 52.

## Werk
Am wichtigsten erscheinen heute Botskys Novellen, die zwischen 1911 und 1936 in der bekannten kritisch-satirischen Zeitschrift Simplicissimus veröffentlicht worden sind. Sie weisen die Autorin als vergessene Vertreterin der literarischen Moderne aus. Ihre Texte handeln zumeist von Menschen, die den Glauben und jede Hoffnung verloren haben. Sie bebildert und setzt literarisch um, was vor ihr Friedrich Nietzsche mit dem „Tod Gottes“ als Philosoph erörtert hatte.
Eine Inspirationsquelle stellte für Botsky der 1895 veröffentlichte Roman Jude the Obscure (Juda der Unberühmte bzw. Herzen im Aufruhr, erschienen 1895, dt. 1901) von Thomas Hardy dar. Dieser Roman führte auch den Nebentitel Die Tragödie unerreichter Ziele, was die Texte der K. Botsky sehr treffend charakterisiert. Ludwig Goldstein schrieb über sie:

„Eine ganz neue Erscheinung, ist sie unser erstes weibliches Kraft- und Originalgenie.“

## Werke
- Vor den Gittern des Lebens. Seemann, Berlin u. a. 1905.
- Der Trinker. Roman. Langen, München 1911. (Digitalisat, Neuauflage 2020, ISBN 978-3-7437-3774-7)
- Sommer und Herbst. Zwei Lebensalter. Roman. Langen, München 1913.
- Ostpreußens Feuerzeit. Kriegsbilder. Langens Kriegsbücher; Bdch. 10. Langen, München 1915. (Digitalisat)
- Der Traum. Roman. Langen, München 1919 und vorab als Fortsetzungsroman im Berliner Tageblatt
- Das verbotene Paradies. Kürschners Bücherschatz Nr. 1238. Hillger; Berlin, Leipzig 1919.
- Schafe auf dunkeln Weiden. Novellen. Langen, München 1924.
- In den Finsternissen. Novellen. Ausgewählt und mit einem Nachwort herausgegeben von Martin A. Völker. Elsinor Verlag, Coesfeld 2012.
- Krähendämmerung. Novellen. Ausgewählt und mit einem Nachwort herausgegeben von Martin A. Völker. Elsinor Verlag, Coesfeld 2014.